# お掃除フェラ
お掃除フェラ（おそうじフェラ）は、射精後の男性の満足感を高める後戯。陰茎を根元まで深く口に含み唇を閉めながら吸い付くように尿道に溜まった精液を吸い取り、同時に陰茎に付着した愛液を舐めて掃除するのが一般的。フェラチオの一種でもある。

## 概説
射精後の男性器に付着した精液や膣分泌液などをフェラチオにより舌を使って舐め取ったり、尿道口に残った精液を吸い出したりする行為である。日本の週刊誌『週刊大衆』によると「お掃除フェラ」とは「フェラチオによるお掃除」の意味であり、主に女性が行う行為である。
『週刊大衆』によると、この語「お掃除フェラ」が用いられるようになったのは1990年代後半からである。同じく『週刊大衆』によると、1980年代から1990年代前半までは、一部の「淫乱系AV女優」がアダルトビデオで披露する特殊な行為と認識されていた。また『週刊大衆』によると、「メイド系のAV作品では、感謝を込めた献身的な行為とも見なされており、こうした行為に対するファンも多い」という。
『週刊大衆』によると、射精後の男性器、特に亀頭は非常に敏感になっており、射精後に「お掃除フェラ」を行うと、通常のフェラチオとは違った快感を男性に与えることができる。一方で射精直後の男性器はその敏感さ故に、「お掃除フェラ」によって、快感より「くすぐったさ」を感じがちであるため、射精から数分の間を置いて「お掃除フェラ」を行ったり、裏スジやカリ下といった特に敏感な箇所を刺激しないように「お掃除フェラ」を行うテクニックがある。AV女優の上原亜衣は「お掃除フェラ」について「気持ちよくしてくれた男性に感謝」しながらも、敏感になった男性の反応を楽しむことができる「S心をくすぐられるプレー」でもあるとしている。
関連するプレイとして、性行為前の男性器を洗わずにいきなりフェラチオをする即尺がある。